# Contea di Jackson (Illinois)
La contea di Jackson (in inglese Jackson County) è una contea dello Stato dell'Illinois, negli Stati Uniti. La popolazione al censimento del 2000 era di 59 612 abitanti. Il capoluogo di contea è Murphysboro.